# کومروو
کومروو (به آلمانی: Kummerow) یک شهر در آلمان است که در Mecklenburgische Seenplatte District واقع شده‌است. کومروو ۵۹۲ نفر جمعیت دارد.